# Frederik Riise
Frederik Riise (født 8. december 1863 på Sankt Thomas, De Vestindiske Øer, død 11. januar 1933 i Gentofte) var en dansk fotograf, der især var virksom i København.
Frederik Riise var søn af etatsråd, apoteker A.H. Riise og hustru f. Worm. Han blev student 1884, tog filosofikum året efter og begyndte at læse zoologi for at tage en magisterkonferens. Han opgav dog studierne og nedsatte sig som fotograf i København 1888. Han havde atelier Vimmelskaftet 42. I 1913 lukkede han dog sin forretning for at hellige sig udstillingsarbejde. Gennem sit arbejde i Industriforeningen (fra 1896 som medlem af repræsentantskabet, 1907-16 som medlem af bestyrelsen) var han nemlig begyndt at arrangere udstillinger. Han var derfor medlem af komiteen for udstillinger i udlandet, kommissær for Landsudstillingen i Landskrona 1913, generalkommissær for Den baltiske Udstilling i Malmø 1914 og ditto for Verdensudstillingen i Rio de Janeiro 1922 og medlem af kommissariatet for Verdensudstillingen i Paris 1925.
Riise var meget tidligt opmærksom på fotografiets egen historie og værdien af sjældne fotografier fra mediets barndom. Han var også teknisk interesseret og formand for Historisk-Teknisk Samling fra 1911 og for Københavns Philatelistklub.
Riises negativsamling findes i dag på Københavns Museum. Et af de vigtigste billeder er affotograferinger af Danmarks ældste fotografier, henholdsvis Johan Christopher Hoffmanns fotografier af Kongens Nytorv fra februar 1840 og Peter Fabers fotografi af Gråbrødretorv fra juni 1840. Fabers originale billede er senere forvitret, og Hoffmans gået tabt, men Riises glaspladenegativer består.
Riise tilbød i november 1894 Thorvaldsens Museum at købe Aymard-Charles-Théodore Neubourgs daguerreotypi af Bertel Thorvaldsen fra 1840. Han optrådte på vegne af den svenske hoffotograf, Johannes Jaeger, der ejede portrættet. Museets bestyrelse, med Ferdinand Meldahl i spidsen, afslog tilbuddet, men museet sikrede sig dog siden billedet i 1909.
Han blev Ridder af Dannebrog 1914 og af Æreslegionen m.fl. Han er begravet på Solbjerg Parkkirkegård. Der findes en tegning af Riise af Christian Krohg 1890 i familieeje.